# Paralichthys microps
Paralichthys microps är en fiskart som först beskrevs av Günther, 1881.  Paralichthys microps ingår i släktet Paralichthys och familjen Paralichthyidae. Inga underarter finns listade i Catalogue of Life.